# Opisthacantha spinosa
Opisthacantha spinosa är en stekelart som först beskrevs av William Harris Ashmead 1893.  Opisthacantha spinosa ingår i släktet Opisthacantha och familjen Scelionidae. Inga underarter finns listade i Catalogue of Life.